# Paul Bru
 (mai 2016).
Si vous disposez d'ouvrages ou d'articles de référence ou si vous connaissez des sites web de qualité traitant du thème abordé ici, merci de compléter l'article en donnant les références utiles à sa vérifiabilité et en les liant à la section « Notes et références ».
Paul Bru (né le 17 mai 1858 à Vaux-le-Pénil et mort le 22 mai 1927 à Melun) était écrivain, poète français et directeur de l'hôpital Saint-Antoine de Paris. Il a dirigé l'hôpital Ricord et l'hôpital Bicêtre.

## Œuvres
- Histoire de Bicêtre : d'après des documents historiques, Paris, Aux bureaux du Progrès médical / Lecrosnier et Babé, 1890, XVIII-480 p. (lire en ligne).
- L'Insexuée, 1903.
- L'Angoisse, roman d'un avarié, (1907).
- Le Droit d'être mère, 1914.
- La Brie qui chante, 1925.
- Un cœur fidèle, 1929.